# Wladimir Iwanowitsch Palladin

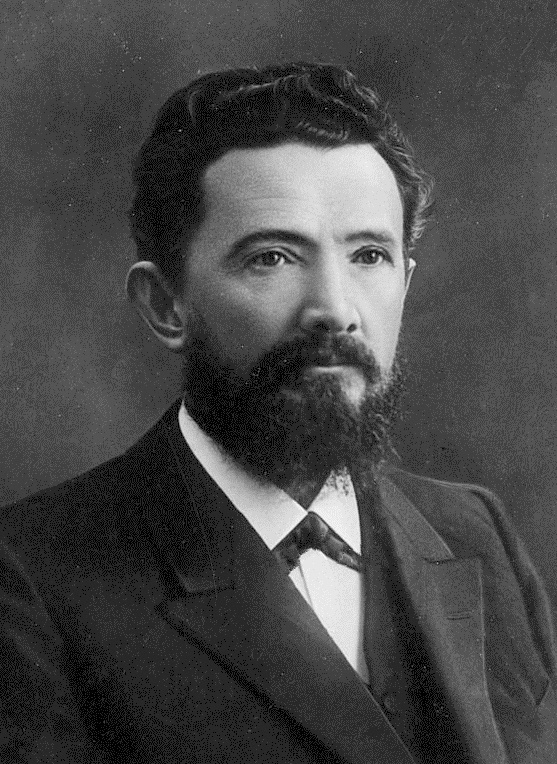
Wladimir Palladin

Wladimir Iwanowitsch Palladin (russisch Владимир Иванович Палладин; * 11. Julijul. / 23. Juli 1859greg. in Moskau; † 3. Februar 1922 in Petrograd) war ein russischer Botaniker und Biochemiker und seit 1914 Mitglied der Russischen Akademie der Wissenschaften mit Sitz in Sankt Petersburg.

## Leben
Palladin studierte an der Staatlichen Universität Moskau. Er war Professor an der Universität Charkiw (1889), an der Universität Warschau (1897) und an der Universität Sankt Petersburg (1901–1914).
Palladin war einer der Urheber der Theorie der Pflanzenrespiration als einer ganzen Kette von enzymatischen Prozessen, die durch das System aus Oxidase und Dehydrogenase zum Ablauf gebracht werden. Sein Beitrag diente als Basis für die moderne Theorie von der biologischen Oxidation. Einige von Palladins Schriften befassten sich mit den Prozessen der Bildung und Koordinierung von enzymatischen Aktionen.
1905 wurde er korrespondierendes und 1914 Vollmitglied der Russischen Akademie der Wissenschaften.
Palladins Sohn Alexander Wladimirowitsch Palladin (1885–1972) war Biochemiker, ebenfalls Mitglied in der Russischen Akademie der Wissenschaften, deren Sitz 1934 nach Moskau verlegt worden war, sowie Mitglied der Russischen Akademie der medizinischen Wissenschaften.

## Werke
- Pflanzenphysiologie, 9 Auflagen, M.– L., 1924
- Ausgewählte Schriften, М., 1960
- Kohlenhydrate als Oxydationsproducte der Eiweisstoffe (Berichte bot. Ges., 1889)
- Sur le rôle des hydrates de carbone dans la résistance à l'asphyxie chez les plantes supérieures (1894)